# Чернецький Іван Іванович
Іван Іванович Чернецький (23 грудня 1935, с. Злоєць, Холмщина — 31 січня 2020) — український поет, прозаїк, член Національної спілки письменників України (з 1981 року).

## Життєпис
У дитинстві, через переселення родини, мешкав на Херсонщині, а згодом — на Волині. Закінчив історико-філологічний факультет Луцького педагогічного інституту імені Лесі Українки, де розпочав свій творчий шлях.
Працював у Волинському краєзнавчому музеї та був активним громадським діячем: депутатом Луцької міської ради першого демократичного скликання, головою обласної організації Товариства книголюбів протягом 20 років.

## Творчість
У літературі дебютував поетичною збіркою «Заручини» (1969). Загалом видав до двох десятків книжок поезії та прози, шість з яких для дітей. Деякі твори перекладено російською, білоруською, польською мовами.

## Відзнаки
Лауреат обласної літературно-мистецької премії імені Агатангела Кримського (2000), літературної премії «Родина Косачів» (2012), нагороджений Почесною грамотою Кабінету Міністрів України (2011).